# 2004年アジアラグビーフットボール大会
2004年アジアラグビーフットボール大会は2004年に香港で開催された第19回アジアラグビーフットボール大会。ディビジョン1（上位グループ）、ディビジョン2（中位グループ）、ディビジョン3（下位グループ）に分けて開催された。日本は国内リーグのシーズン中のため、下部リーグの選手を中心に選出し日本選抜として参加した。

## トーナメント

### ディビジョン1
準決勝
| 2004年10月28日 | 韓国 | 63 - 7 | チャイニーズタイペイ | 香港 |
| 2004年10月28日 |      |        |                      | 香港 |

| 2004年10月28日 | 日本選抜 | 40 - 12 | 香港 | 香港 |
| 2004年10月28日 |          |         |      | 香港 |

3位決定戦
| 2004年10月31日 | 香港 | 63 - 7 | チャイニーズタイペイ | 香港 |
| 2004年10月31日 |      |        |                      | 香港 |

決勝戦
| 2004年10月31日 | 日本選抜 | 29 - 0 | 韓国 | 香港 |
| 2004年10月31日 |          |        |      | 香港 |

### ディビジョン2
準決勝
| 2004年10月28日 | タイ | 37 - 36 | カザフスタン | 香港 |
| 2004年10月28日 |      |         |              | 香港 |

| 2004年10月28日 | アラビアンガルフ | 6 - 32 | シンガポール | 香港 |
| 2004年10月28日 |                  |        |              | 香港 |

3位決定戦
| 2004年10月31日 | アラビアンガルフ | 9 - 19 | カザフスタン | 香港 |
| 2004年10月31日 |                  |        |              | 香港 |

決勝戦
| 2004年10月31日 | シンガポール | 41 - 34 | タイ | 香港 |
| 2004年10月31日 |              |         |      | 香港 |

### ディビジョン3
準決勝
| 2004年10月28日 | スリランカ | 75 - 3 | パキスタン | 香港 |
| 2004年10月28日 |            |        |            | 香港 |

| 2004年10月28日 | 中華人民共和国 | 50 - 15 | インド | 香港 |
| 2004年10月28日 |                |         |        | 香港 |

3位決定戦
| 2004年10月31日 | パキスタン | 3 - 56 | インド | 香港 |
| 2004年10月31日 |            |        |        | 香港 |

決勝戦
| 2004年10月31日 | 中華人民共和国 | 30 - 16 | スリランカ | 香港 |
| 2004年10月31日 |                |         |            | 香港 |